# Thạc Tắc
Thạc Tắc (tiếng Mãn: ᡧᠣᠰᡝ, Möllendorff: Šose, Abkai: Xose, chữ Hán: 碩塞, bính âm: Shuòsè; 17 tháng 1 năm 1629 – 12 tháng 1 năm 1655) là hoàng tử thứ năm của Thanh Thái Tông Hoàng Thái Cực.

## Cuộc đời
Thạc Tắc sinh vào giờ Hợi, ngày 24 tháng 12 (âm lịch) năm Thiên Thông thứ 2 (1628), trong gia tộc Ái Tân Giác La. Ông là con trai thứ năm của Thanh Thái Tông Hoàng Thái Cực, mẹ ông là Trắc phi Diệp Hách Na Lạp thị (葉赫納喇氏).

### Theo quân Thanh nhập quan
Năm Thuận Trị nguyên niên (1644), tháng 10, ông được phong tước Thừa Trạch Quận vương (承澤郡王). Ngày 7, Đa Đạc được phong Định Quốc Đại tướng quân, xuất quân Nam chinh. Thuận Trị Đế phái ông cùng xuất quân với Đa Đạc.
Lúc bấy giờ, Lý Tự Thành đang đóng quân ở Đồng Quan. Ông liền cùng Dự Thân vương Đa Đạc tiến công Thiểm Châu, đánh bại thuộc tướng của Lý Tự Thành là Trương Hữu Tăng (张有增), Lưu Phương Lượng (刘方亮), khiến cho Lý Tự Thành phải đích thân nghênh chiến nhưng cũng bị quân Thanh đánh bại. Quân Thanh tiến vào Đồng Quan, ông đích thân chém đầu Đại tướng Mã Thế Nghiêu (马世尧). Tàn quân dưới trướng Lý Tự Thành liền chạy đến Hồ Quảng. Lúc này, ông cùng Đa Đạc đã bình định được quân doanh của Lý Tự Thành ở Thiểm Tây. Sau đó ông liền đưa quân nam tiến, trấn an Hà Nam.

### Nam chính bắc chiến
Năm thứ 2 (1645), tháng 4, vì liên tiếp lập công, ông được thưởng một bộ Đoàn long sa y. Ngày 16 tháng 5, ông lại theo Đa Đạc suất lĩnh quân Thanh tiến nhập Nam Kinh, diệt chính quyền Minh Hoằng Quang của Chu Do Tung. Từ khi bắt đầu chinh chiến, ông nhiều lần đánh bại quân nhà Minh, quân Lý Tự Thành, lần lượt bình định Giang Nam, Chiết Giang, chiêu hàng hơn 240 quan viên nhà Minh. Tháng 10, ông khải hoàn hồi kinh, được thưởng 200 lượng vàng và 2 vạn lượng bạc cùng các loại mã cụ.
Năm thứ 3 (1646), tháng 5, hai anh em Đằng Cơ Tư (腾机思) và Đằng Cơ Kỳ (腾机特) khởi binh phản Thanh. Bọn người Ngô Ban Đại (吴班代), Đa Nhĩ Cơ Tư Cáp (多尔机思哈), Mãng Ngộ Tư (蟒悟思), Ngạch Nhĩ Mật (额尔密), Khắc Thạch Đạt (克石达) cũng dân quân làm phản, đầu quân cho Khách Nhĩ Khách Xa Thần Hãn bộ. Triều đình hạ lệnh tụ tập binh mã của Ngoại phiên Mông Cổ tại Khắc Lỗ Luân hà (克鲁伦河), phái Dự Thân vương Đa Đạc nhậm chức Dương Uy Đại tướng quân xuất binh đánh dẹp. Đồng thời ông cũng nhận mệnh đồng hành, nhận xử lý Tham tán quân vụ (叅贊軍務). Sau khi Đa Đạc đại phá quân của Thổ Tạ Đồ hãn, Tha La hãn cũng đến nghênh chiến, ông đích thân dẫn quân đánh bại đạo quân này.
Năm thứ 5 (1648), tháng 7, ông phụng mệnh suất lĩnh quan quân đánh dẹp thổ khấu ở Thiên Tân. Tháng 11, ông lại phụng mệnh thống lĩnh quân đội đóng giữ Đại Đồng. Mùa Đông cùng năm, Đại Đồng Tổng binh Khương Tương (姜镶) chiếm Đại Đồng phản Thanh.
Năm thứ 6 (1649), tháng 1, tặc đảng tại Sơn Tây tấn công Đại Châu, chiếm cứ ngoại thành Đại Châu, vây khốn quân Mông Cổ của nhà Thanh tại đây, tình huống vô cùng gay gắt. Ông đích thân xuất quân đi cứu viện, đại phá địch quân, chém chết tặc tướng Quách Phương Thiên (郭芳迁), cũng giải vây cho Đại Châu. Sau đó lại đánh bại hơn 7000 viện quân do Lưu Thiên dẫn đầu. Vì nhiều lần lập chiến công mà ông được Đa Nhĩ Cổn tấn thăng Thân vương. Nhưng 1 năm sau, vì liên lụy bởi sự việc của Hào Cách mà ông lại bị hàng xuống Quận vương.
Năm thứ 8 (1651), tháng 2, vì có công trong suốt quá trình đưa Thanh binh nhập quan mà ông được Thuận Trị Đế phục phong Thừa Trạch Thân vương. Tháng 3 cùng năm, ông nhận lệnh quản lý sự vụ Binh bộ. Đến tháng 11 cùng năm, ông được phép vào cung thảo luận chính sự. Năm thứ 10 (1653), tháng 11, chưởng quản Tông Nhân phủ sự vụ. Năm thứ 11 (1654), ngày 5 tháng 12 (âm lịch), giờ Dần, ông qua đời, thọ 27 tuổi, được truy thụy Thừa Trạch Dụ Thân vương (承澤裕親王).

## Gia quyến

### Thê thiếp
- Nguyên phối: Nạp Lạt thị (納喇氏), con gái của Khinh xa Đô úy Phí Dương Cổ (費揚古).
- Kế thất: Bác Nhĩ Tế Cát Đặc thị (博爾濟吉特氏), con gái của Đạt Nhĩ Hán Ba Đồ Lỗ Thân vương Mãn Châu Tập Lễ (滿珠習禮) – anh trai Hiếu Trang Văn Hoàng hậu.
- Trắc Phúc tấn: Bác Nhĩ Tế Cát Đặc thị (博爾濟吉特氏), con gái của Khoa Nhĩ Thấm Thai cát Đạt Lại (達賚).
- Thứ Phúc tấn: 
  - Ngạc Nhĩ Trạch Tô thị (鄂爾襗蘇氏), con gái của Hoan Tề (歡齊).
  - Còn một vị nhưng không rõ danh tính.

### Hậu duệ

#### Con trai
1. Bác Quả Đạc (博果鐸; 1650 – 1723), mẹ là Đích Phúc tấn Nạp Lạt thị. Năm 1655 được thế tập tước vị Thừa Trạch Thân vương (承澤親王), nhưng được cải thành Trang Thân vương (莊親王). Sau khi qua đời được truy thụy Trang Tĩnh Thân vương (莊靖親王). Có một con thừa tự.
2. Bác Ông Quả Nặc (博翁果諾; 1651 – 1712), mẹ là Đích Phúc tấn Nạp Lạt thị. Được phong làm Huệ Quận vương (惠郡王), nhưng sau bị đoạt tước. Có bảy con trai.
3. Nhăng Ngạch Bố (鞥額布; 1652 – 1681), mẹ là Thứ Phúc tấn không rõ danh tính. Được phong làm Phụ quốc Tướng quân (輔國將軍). Sau khi qua đời được truy thụy Phụ quốc Ôn Hi Tướng quân (輔國溫僖將軍). Có sáu con trai.
4. Tùy Cáp (隨哈; 1654 – 1657), mẹ là Thứ Phúc tấn Ngạc Nhĩ Trạch Tô thị. Chết yểu.

#### Con gái
1. Quận chúa, kết hôn với Đa la Bối lặc Sa Tân, con trai của Thổ Tạ Đồ Thân vương Ba Đạt Lễ – ngạch phò của Truân Triết Công chúa. Về sau Sa Tân được tập tước Thổ Tạ Đồ Thân vương.
2. Hòa Thạc Hòa Thuận Công chúa (和硕和顺公主, 1648 – 1691), mẹ là Đích Phúc tấn Nạp Lạt thị, được Thuận Trị Đế nhận làm dưỡng nữ. Năm 1660 được phong Hòa Thạc Công chúa, gả cho Thượng Chi Long (尚之隆) – con trai của Bình Nam vương Thượng Khả Hỷ.